# دهستان رزآب
دهستان رزآب نام دهستانی در بخش مرکزی شهرستان سروآباد، استان کردستان در ایران است. براساس سرشماری مرکز آمار ایران در سال ۱۳۸۵، جمعیت آن ۷۲۴۳ نفر (۱۷۴۷ خانوار) بوده‌است.